# Ampega

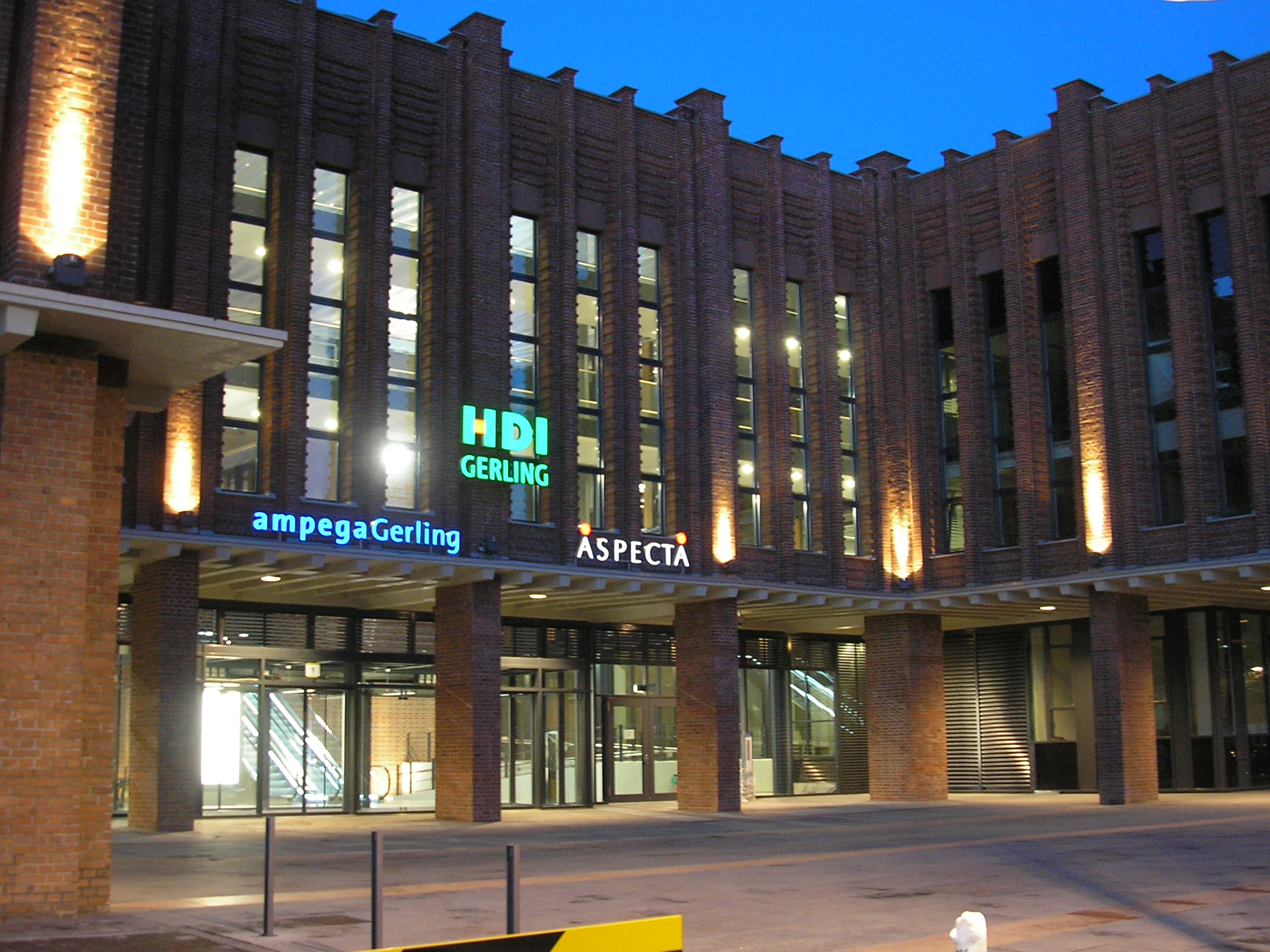
Eingang Rheinhallen

Die Ampega ist der Vermögensverwalter des Talanx-Konzerns, eines Versicherungsunternehmens. Neben der Verwaltung der konzerneigenen Kapitalanlagen bietet die Ampega auch Dienstleistungen als Investment-Manager für externe Partner außerhalb der Talanx an. Der Unternehmenssitz befindet sich in Köln. Ampega zählt zu den größten versicherungsnahen Asset Management Gesellschaften in Deutschland.

## Struktur
Die Ampega besteht aus zwei Gesellschaften:
- Die Ampega Asset Management GmbH verwaltet die Kapitalanlagen des Talanx-Konzerns. Zu den Aufgaben zählen hierbei die Unterstützung der Konzernsegmente bei der Erreichung der Investmentergebnisse und die Administration der Kapitalanlagen.[4]
- Die Ampega Investment GmbH betreibt als Kapitalverwaltungsgesellschaft das Fondsgeschäft mit privaten und institutionellen Konzern- und Drittkunden sowie die Finanzportfolioverwaltung. Es werden weit über 100 Publikums- und Spezialfondsmandate betreut. Bei der Ampega Investment GmbH handelt es sich um eine Tochtergesellschaft der Ampega Asset Management GmbH.[5]

Das Unternehmen verwaltet nach eigenen Angaben einen Kapitalanlagenbestand (Marktwerte) von über 174 Milliarden Euro (Stand Apr. 2024). Die Ampega betreut alle wesentlichen Anlageklassen, den Schwerpunkt bilden dabei Anleihen und illiquide Assetklassen.
Ampega beschäftigt rund 460 Angestellte am Unternehmenssitz in den Rheinhallen in Köln.

## Belege
1. ↑  Talanx | Ampega. Abgerufen am 15. April 2024.
2. ↑  Handelsregister B, Amtsgericht Köln, Registernummer HRB 61047, 1, eingetragen am 14. August 2007.
3. ↑  Die Vermögensverwaltung. Abgerufen am 15. April 2024.
4. ↑  Talanx Konzern. Abgerufen am 15. April 2024.
5. ↑  Institutionelle Kunden. Abgerufen am 15. April 2024.
6. 1 2 3  Über Ampega. Abgerufen am 19. April 2024.